# شورومسکایا
شورومسکایا (به لاتین: Shoromskaya) یک منطقهٔ مسکونی در روسیه است که در استان آرخانگلسک واقع شده‌است.